# لوبيتال
لوبيتال هي منطقة في بلدة برناو بالقرب من برلين في منطقة بارنيم في براندنبورغ.

## جغرافية
تقع لوبيتال على بعد حوالي أربعة كيلومترات شمال بيرناو بالقرب من برلين وحوالي خمسة كيلومترات جنوب غرب بيزنتال في منتزه بارنيم حديقة طبيعية . يعيش حوالي 700 شخص في القرية سكان (31.ديسمبر 2002)، المساحة 796 هكتار.
من حيث المناظر الطبيعية، تم دمج لوبيتال في المناظر الطبيعية المتموجة بلطف بارنيم في طريق براندنبورغ الجليدي، والتي يمكن ركوبها عبر «جولة طريق العصر الجليدي». يمر طريق برلين - يوزدوم لمسافات طويلة بجوار الموقع مباشرة ويستمر شمالًا عبر حوض بيسينثال، الذي تم تعيين جزء منه كمحمية طبيعية.

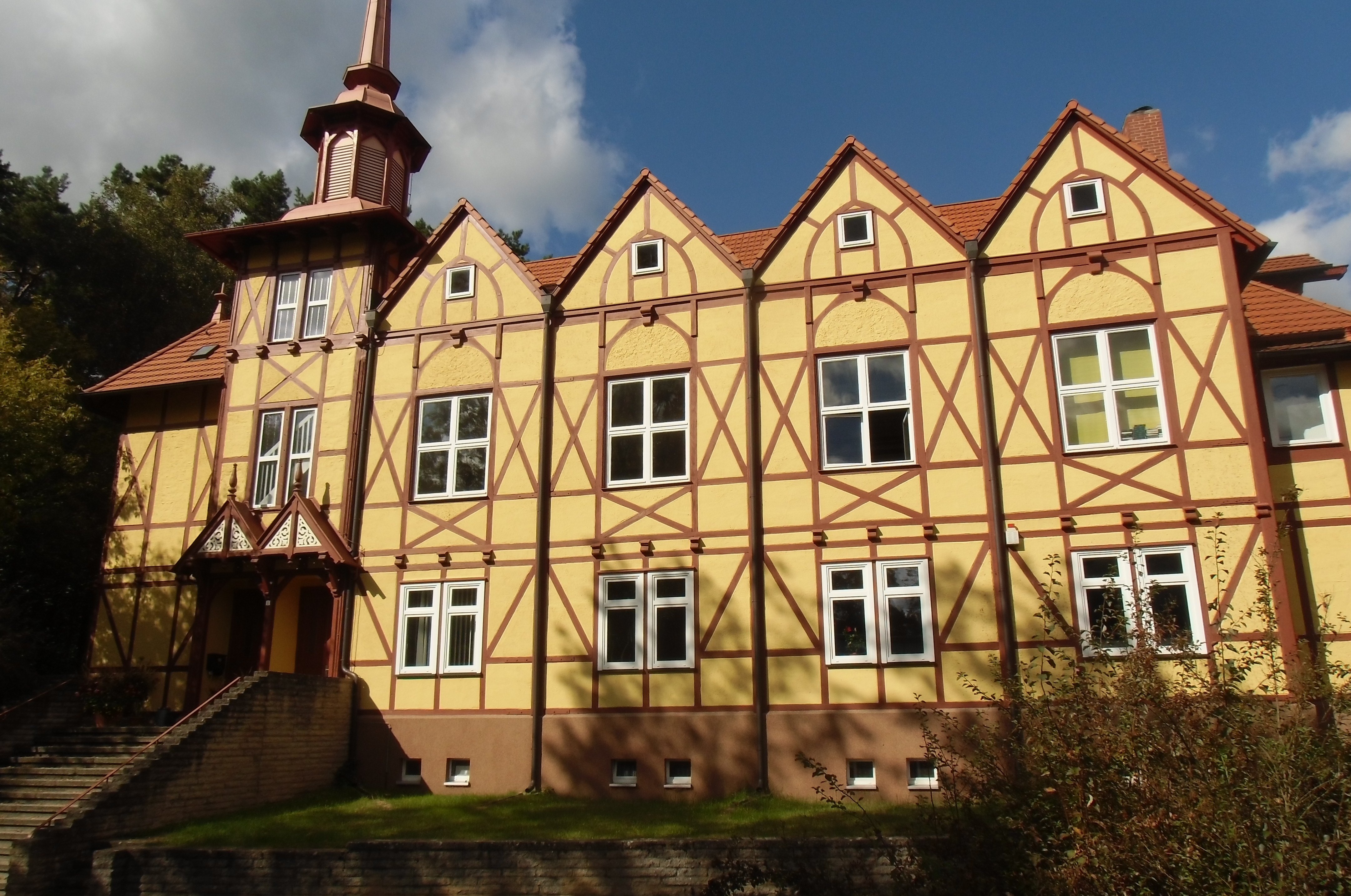
مركز اجتماعات وادي الأمل لوبيتال